# Ministeri d'Estat de Grècia
El Ministeri d'Estat (en grec:Υπουργός Επικρατείας) és un departament governamental de Grècia. El ministeri va ser creat el 10 de març de 2004, de l'antic Ministeri de Premsa i Mitjans de Comunicació.

## Història
El ministeri té els seus orígens al Departament de Premsa i Turisme format el 29 d'agost de 1936. Fins a 1974, el Departament va funcionar en diverses formes d'organització, com a Direcció General de Premsa i Informació, Departament de Premsa i Informació, Ministeri de Premsa i Informació, ja sigui com un departament independent, o sota l'Oficina del Primer Ministre, de vegades com a part de la presidència del govern, i d'altres vegades sota el Ministeri de Relacions Exteriors.
De 1974 a 1994, va funcionar com la Secretaria General de Premsa i Informació, dependent del Ministeri de la Presidència. El 1994, en virtut del Decret Presidencial 181, es consolida com el Ministeri de Premsa i Mitjans de Comunicació.
L'any 2004, el Ministeri de Premsa i Mitjans de Comunicació es va dissoldre i dues Secretaries Generals en el marc del Primer Ministre es van establir: La Secretaria General de Comunicació i la Secretaria General de la Informació, que incorpora les funcions del ministeri desaparegut.
El 26 de maig de 2004, el primer ministre va posar les dues secretaries sota l'ègida del Ministeri d'Estat.

## Llista de Ministres d'Estat
| Nom                    | Entrada                | Sortida                | Partit                           |
| ---------------------- | ---------------------- | ---------------------- | -------------------------------- |
| Theodoros Roussopoulos | 10 de març de 2004     | 24 d'octubre de 2008   | Nova Democràcia                  |
| Prokopis Pavlopoulos   | 24 d'octubre de 2008   | 6 d'octubre de 2009    | Nova Democràcia                  |
| Haris Pamboukis        | 7 d'octubre de 2009    | 17 de juny de 2011     | Moviment Socialista Panhel·lènic |
| Elias Mossialos        | 17 de juny de 2011     | 11 de novembre de 2011 | Moviment Socialista Panhel·lènic |
| Georgios Stavropoulos  | 11 de novembre de 2011 | 17 de maig de 2012     | Independent                      |
| Pantelis Kapsis        | 2 de desembre de 2011  | 17 de maig de 2012     | Independent                      |
| Antonios Argyros       | 17 de maig de 2012     | 21 de juny de 2012     | Independent                      |
| Dimitris Stamatis      | 21 de juny de 2012     | Titular                | Nova Democràcia                  |